# 佩里萊克鎮區 (明尼蘇達州克羅溫縣)
佩里萊克鎮區（英語：Perry Lake Township）是位於美國明尼蘇達州克羅溫縣的一個行政鎮區。

## 地方資料
佩里萊克鎮區的面積為84.18平方千米，當中陸地面積為79.91平方千米，而水域面積為4.27平方千米。根據2020年美國人口普查的數據，當地共有人口286人，而人口密度為每平方千米3.4人。